# Off-White (empresa)
Off-White (estilizada como  Off-White™ o OFF-WHITE c/o VIRGIL ABLOH) es una marca de moda italiana fundada por el diseñador estadounidense Virgil Abloh. La empresa se constituyó en Milán en 2012.

## Historia
La marca fue fundada primero como una expresión artística llamada ¨donde las papas queman¨, el diseñador creativo y empresario estadounidense Virgil Abloh en la ciudad italiana de Milán en 2013.

## Colaboraciones
Off-White ha colaborado con marcas como Nike, Levi's, Jimmy Choo, IKEA, Moncler, Brown, Warby Parker, SSENSE, Sunglass Hut, Champion, Converse, Dr. Martens, Barneys New York, Umbro y Timberland.

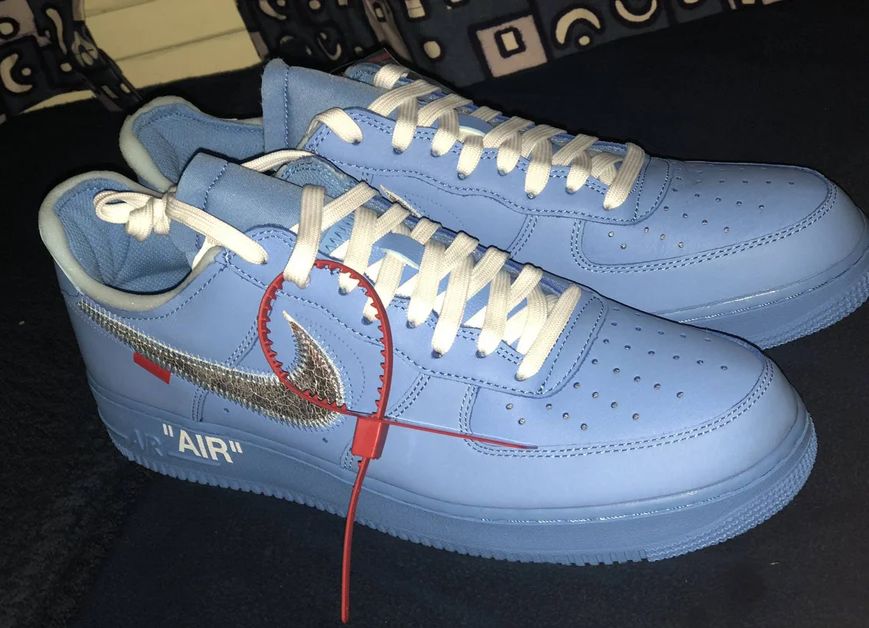
La colaboración de Off-White con el Museo de Arte Contemporáneo

En el otoño de 2016 y el invierno de 2017, la compañía colaboró con la línea principal de Levi's, Made & Crafted, y lanzó doce piezas, seis de las cuales eran unisex.
A principios de 2017, la compañía colaboró con Nike y trabajó en un proyecto llamado «The Ten», que es una colección de zapatillas con zapatillas Air Jordans, Converse, Nike Air Max, Nike Air Force One y Nike Blazers.
Los diseñadores de Off-White y Nike tenían una versión actualizada de los zapatos de estilo noventa, con varios patrones y diferentes tipos de materiales como plástico y tul.
En 2017, la compañía colaboró con Champion en el desarrollo de dieciséis prendas de vestir, incluidos chándales, sudaderas con capucha, forros polares y camisetas.
En agosto de 2017, la compañía también colaboró con ASAP Rocky con su sello AWGE. En 2018, la compañía se asoció con Jimmy Choo para crear una colección de verano/primavera inspirada en Lady Diana, ex princesa de Gales.
En abril de 2018, la compañía colaboró con IKEA en muebles dirigidos a los millennials.  En otoño de 2018 e invierno de 2019, la compañía colaboró con Sunglass Hut en una línea unisex de gafas de sol llamada «For Your Eyes Only». En marzo de 2019, la empresa colaboró con SSENSE en una gama de ropa deportiva.  El 5 de junio de 2018, la compañía lanzó su colaboración con Rimowa, una maleta transparente en edición limitada. Tras el éxito de la colaboración, en octubre de 2018 se lanza una segunda colección que incluye dos maletas transparentes RIMOWA x Off-White (una versión blanca y otra negra).
En junio de 2019, la compañía colaboró con el Museo de Arte Contemporáneo de Chicago para crear un nuevo color «University Blue» de las Nike Air Force One.

## En cultura popular
Algunas de las personalidades destacadas que han vestido de Off-White incluyen a Lil Pump, Rihanna, Beyoncé, Jay-Z, Kanye West, Chris Brown, Drake, Kendrick Lamar, Rita Ora, Justin Bieber, Serena Williams, Karlie Kloss, Kylie Jenner, Kendall Jenner, Gigi, Bella Hadid, Travis Scott, Halsey, Camila Cabello, Wiz Khalifa Bill Gates,Jorge Rodríguez,Marshmello, Natti Natasha y A$AP Rocky.